# 北早川村
北早川村（きたはやかわむら）は、かつて新潟県西頸城郡にあった村。

## 沿革
- 1889年（明治22年）4月1日 - 町村制の施行により、西頸城郡田屋村、道明村、堀切村及び東海村の区域をもって、西頸城郡北早川村が発足する。
- 1901年（明治34年）11月1日 - 西頸城郡西早川村、北早川村及び南早川村が合併して、西頸城郡下早川村が発足する。